# Лінкольн (округ, Небраска)
Шаблон:StateAbbr_ 41°03′ пн. ш. 100°45′ зх. д. / 41.05° пн. ш. 100.75° зх. д.
Округ Лінкольн (англ. Lincoln County) — округ (графство) у штаті Небраска, США. Ідентифікатор округу 31111.

## Історія
Округ утворений 1866 року.

## Демографія
За даними перепису
2000 року
загальне населення округу становило 34632 осіб, зокрема міського населення було 24124, а сільського — 10508.
Серед мешканців округу чоловіків було 17009, а жінок — 17623. В окрузі було 14076 домогосподарств, 9445 родин, які мешкали в 15438 будинках.
Середній розмір родини становив 2,97.
Віковий розподіл населення поданий у таблиці:
| Стать    | До 15 років | 15-21 | 22-29 | 30-39 | 40-49 | 50-65 | 65-85 | Понад 85 |
| -------- | ----------- | ----- | ----- | ----- | ----- | ----- | ----- | -------- |
| Чоловіки | 3810        | 1787  | 1644  | 2156  | 2677  | 2775  | 1928  | 232      |
| Жінки    | 3564        | 1681  | 1557  | 2237  | 2707  | 2794  | 2540  | 543      |

## Суміжні округи
- Логан — північний схід
- Кастер — схід
- Доусон — схід
- Фронтьєр — південний схід
- Гейз — південний захід
- Перкінс — захід
- Кейт — захід
- Макферсон — північний захід